# Dawit Marsagiszwili
Dawit (Dato) Marsagiszwili (gruz. დავით მარსაგიშვილი; ur. 30 marca 1991) – gruziński zapaśnik startujący w stylu wolnym, brązowy medalista olimpijski, brązowy medalista mistrzostw świata, medalista Europy.
Największym jego sukcesem jest brązowy medal igrzysk olimpijskich w Londynie w kategorii 84 kg. W tej samej kategorii zdobył również brązowy medal mistrzostw świata w 2011 roku.
Drugi w Pucharze Świata w 2012; trzeci w 2016; piąty w 2018; siódmy w 2017 i 2019 roku.